# ابر

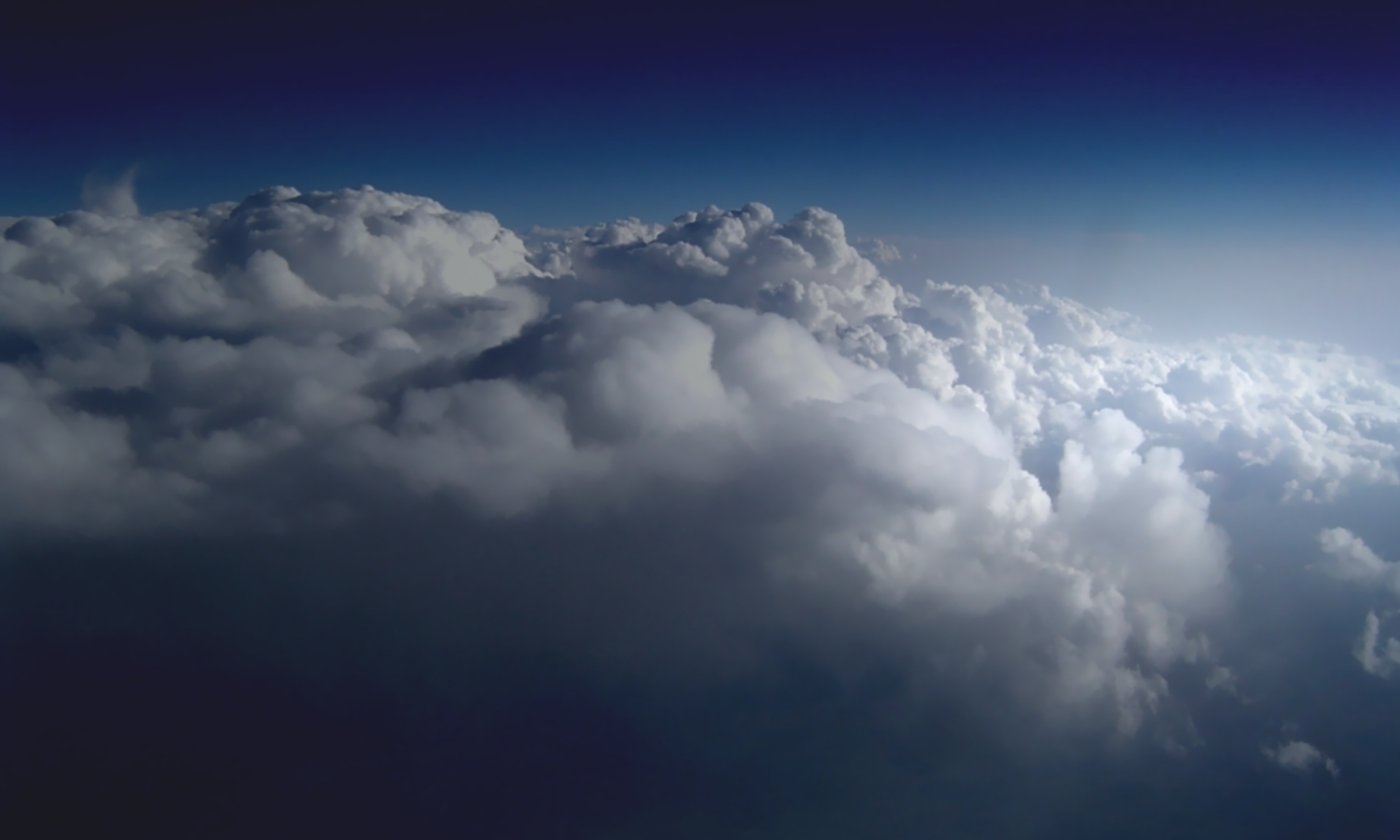
لایه‌های بالایی پوشن‌کومه‌ای که از هواپیما عکس‌برداری شده‌است

اَبر یا میغ توده‌ای از قطره‌های بسیار ریز یخ است که در لایه‌های پایینی (وردسپهر) و میانی اتمسفر تشکیل می‌شود. عناصر تشکیل‌دهندهٔ این تودهٔ بخارمانند همان عناصر تشکیل‌دهندهٔ مایعات سطح سیاره هستند. در سیارهٔ زمین، ابرها نه از بخار آب بلکه از قطره‌های بسیار ریز یخ تشکیل شده‌اند.
ابرشناسی دانش ابرها است که در فیزیک ابر کوت هواشناسی انجام می‌شود.

تصویری از ابر کومه‌ای

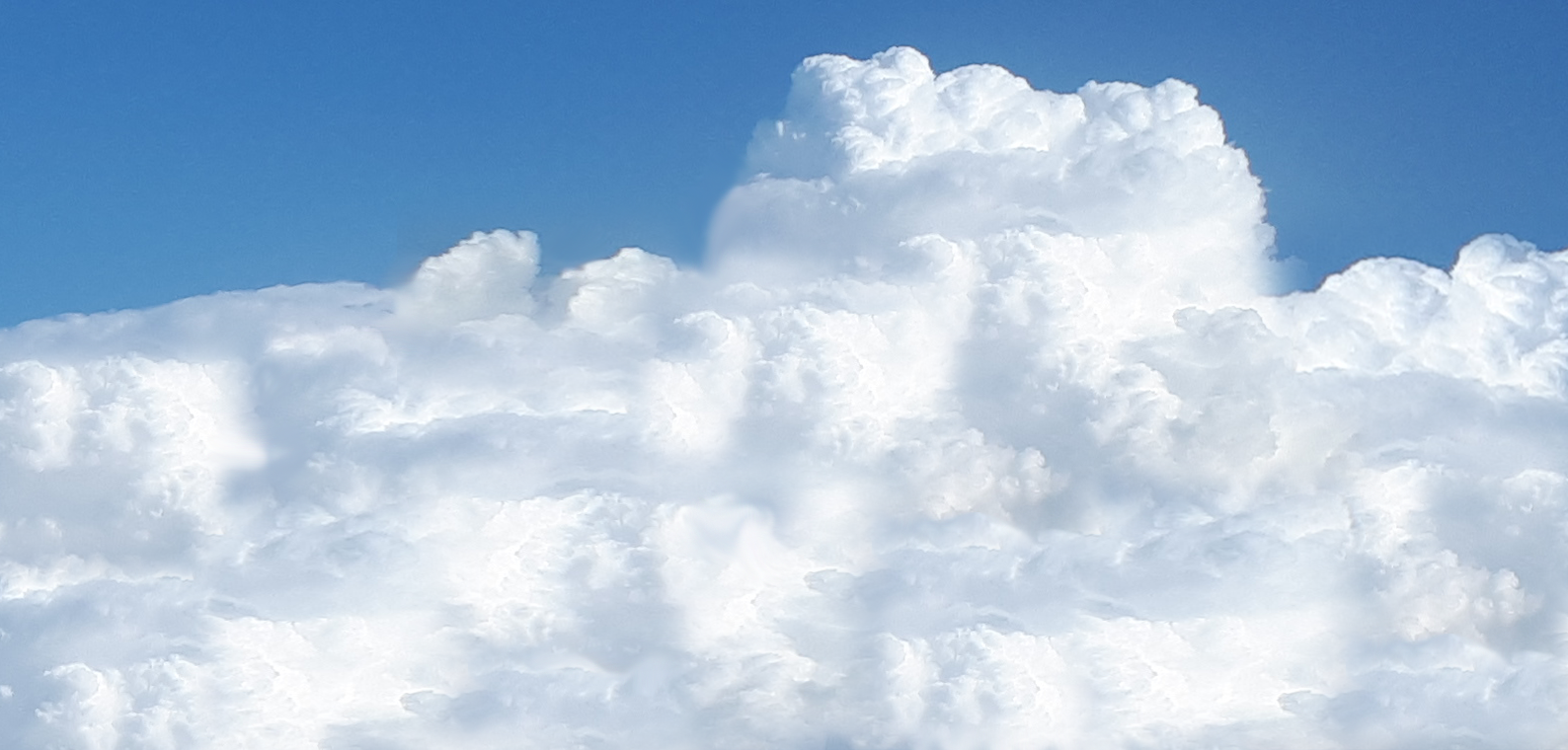
تصویری نزدیک از ابر کومه‌ای

## گونه‌های ابر

عکس زمینی از ابرها

- کومولوس Cu (کومه‌ای): نشانهٔ هوای صاف و ملایم. کومولو در لاتین به معنای توده و کپه است. این ابرها شبیه گلوله‌های پف کردهٔ پنبه‌ای هستند و شکل آنها بیانگر حرکت عمودی جریان‌های گرم به سمت بالای جو زمین است. مقدار تراکم و رطوبت ابر با پایین ابر که به شکل تخت است، ارتباط دارد؛ به این صورت که هر چه این ویژگی‌ها بیشتر باشد، ابر قد بلندتر است و پایین تخت ابر در قسمت پایین قرار می‌گیرد. گاهی قلهٔ این ابرها می‌تواند به بالای ۱۸ هزار متری جو نیز برسد.

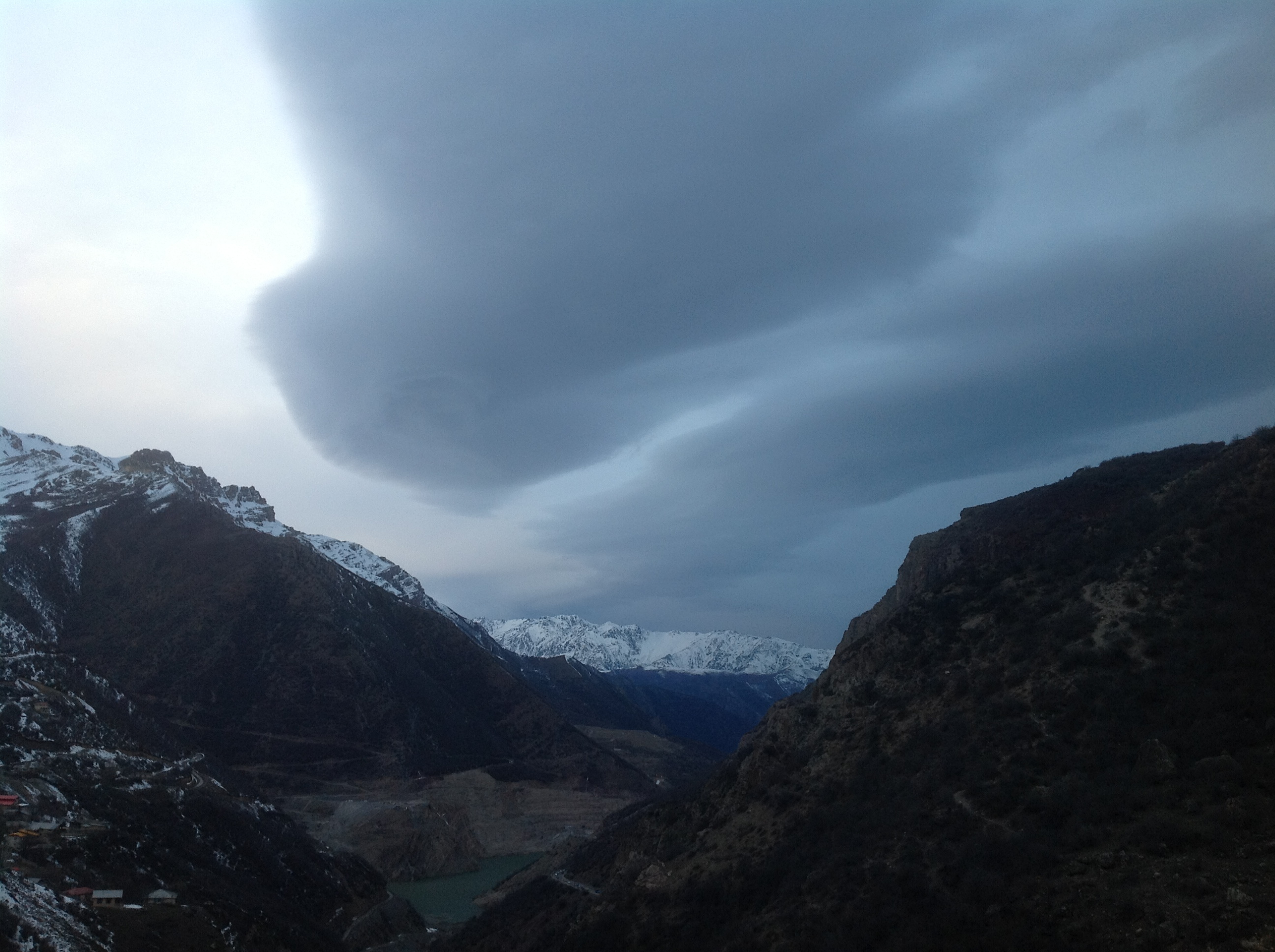
نمایی از ابر آرکوس

- کومولونیمبوس Cb (کومه‌ای‌بارا): به همراه رعد و پیام‌آور طوفان. این ابرها از توده‌های بزرگ و انبوه ابر که به شکل برج عظیمی است، تشکیل می‌گردند.
- آلتوکومولوس As (فرازکومه‌ای): معرف باران احتمالی. این ابرها شامل لایه‌ها یا تکه‌های بزرگ گوی مانندی از قطره‌های ریز آب بوده که معمولاً به صورت شیار یا امواج نسبتاً منظمی مشاهده می‌گردد.
- استراتوس St (پوشنی): نشانهٔ نرمه باران احتمالی. نوع اصلی این ابر لایه‌ای یک‌دست و شبیه مه می‌باشد و معمولاً به صورت تودهٔ متراکمی از بخار آب که قطر آن در همه‌جا یکسان است، مشاهده می‌گردد. ارتفاع این ابر از سطح زمین بسیار کم است.
- نیمبواستراتوس Ns (باراپوشنی): نشانهٔ ریزش باران یا برف ممتد.
- آلتواستراتوس As (فرازپوشنی): نشانهٔ ریزش احتمالی باران ملایم. این ابرها به صورت لایه‌های یکنواخت و متحدالشکل خاکستری یا متمایل به آبی به صورت ترکیبی از الیاف، آسمان را می‌پوشانند.
- سیروس Ci (پَرسا): معرف هوای آرام و صاف. این ابرها از مرتفع‌ترین ابرها بوده و اغلب به صورت پر مانند و سفید رنگ و شفاف (مملو از بلورهای یخ) در آسمان دیده می‌شوند.
- سیرواستراتوس Cs (پرساپوشنی): این ابرها را می‌توان سیروس‌های نازک تور مانندی دانست که از ابرهای کوچک سفید و به هم فشرده به شکل گولهٔ پشمی شکل یافته‌اند. ظهور این ابرها، علامت نزدیک شدن هوای طوفانی بوده و به همین لحاظ، این ابرها را می‌توان پیش از فرا رسیدن حالت‌های طوفانی هوا، مشاهده نمود.
- سیروکومولوس Cc (پرساکومه‌ای): پیام‌آور هوای صاف و آرام. ساختمان آن‌ها اغلب متشکل از قطعات سفید رنگ بوده و معمولاً پیش از ابرهای سیروس در آسمان ظاهر می‌شوند.
- استراتوکومولوس Sc (پوشن‌کومه‌ای): این ابرها دارای رنگی تیره یا سفید متمایل به خاکستری بوده و معمولاً به صورت دسته یا خطوط یا توده‌های کروی مانند بزرگ و امواج کروی از ابرهای خاکستری با فواصل و شکاف‌های روشن تشکیل می‌گردند. فاقد شرایط بارندگی‌های رگباری است.[۲][۳]
- پیروکومولوس (آتش‌کومه‌ای): این نوع ابر پدیدهٔ گرمایی است که در اثر گرم شدن سریع و شدید یک ناحیه و تبدیل آن به رسانای گرما ایجاد می‌شود و در نهایت به ابر کومولوس تبدیل می‌گردد. آتشفشان‌ها، آتش‌سوزی‌های جنگلی، و انفجارهای هسته‌ای (به شکل ابر قارچی شکل) همگی از دلایل اصلی تشکیل ابرهای پیروکومولوس به‌شمار می‌آیند.
- فراکتوکومولو
- فراکتواستراتوس.

## فرازای ابر
ابرها را می‌توان در سه ارتفاع اصلی طبقه‌بندی کرد که عبارتند از:

### بالا
- سیروس
- سیرواستراتوس
- سیروکومولوس

### میانی
- آلتواستراتوس
- آلتوکومولوس

### پایین
- استراتوکومولوس
- استراتوس
- کومولوس
- نیمبواستراتوس

### وجود در چند ارتفاع
- نیمبواستراتوس (بیشتر اوقات پایین ولی گاهی هم میانی و هم پایین)
- کومولونیمبوس (هر سه ارتفاع)[۴]

## نامگذاری ابرها
در نامگذاری ابرها از ترکیب یکسری کلمات با ریشه یونانی استفاده شده که هرکدام معنی خاص خود را دارند
| ابر و ویژگی | عبارت (ابتدا)    | عبارت (انتها)      | فارسی           | نماد    | نماد    | معنا                              |
| ----------- | ---------------- | ------------------ | --------------- | ------- | ------- | --------------------------------- |
| کومولوس     | کومولو (cumulo)  | کومولوس (cumulus)  | کومه‌ای          |         | Cu یا c | برآمده و عموماً پنبه‌ای شکل         |
| کومولوس     | کومولو (cumulo)  | کومولوس (cumulus)  | کومه‌ای          | کومولوس | Cu یا c | برآمده و عموماً پنبه‌ای شکل         |
| استراتوس    | استراتو (strato) | استراتوس (stratus) | پوشنی           |         | St یا s | لایه‌ای                            |
| استراتوس    | استراتو (strato) | استراتوس (stratus) | پوشنی           |         | St یا s | لایه‌ای                            |
| آلتو        | آلتو (alto)      | _                  | فراز            |         | A       | در ارتفاع میانی                   |
| آلتو        | آلتو (alto)      | _                  | فراز            |         | A       | در ارتفاع میانی                   |
| نیمبوس      | نیمبو (nimbo)    | نیمبوس (nimbus)    | بارا یا بارانزا |         | N یا b  | نشان دهنده باران‌زا بودن ابر       |
| سیروس       | سیرو (cirro)     | سیروس (cirrus)     | پرسا            |         | Ci یا c | پر شکل بودن (و عموماً ارتفاع بالا) |
| سیروس       | سیرو (cirro)     | سیروس (cirrus)     | پرسا            |         | Ci یا c | پر شکل بودن (و عموماً ارتفاع بالا) |
| سیروس       | سیرو (cirro)     | سیروس (cirrus)     | پرسا            |         | Ci یا c | پر شکل بودن (و عموماً ارتفاع بالا) |

سیروس
البته در نامگذاری ابرها از عبارات دیگری نیز استفاده می‌شود (مانند: پیرو، فراکتوس، هومیلیس) ولی به‌طور عمده از این کلمه‌ها برای بیان نوع ابر استفاده می‌شود.
دانستن معنی بخش به بخش نام ابر باعث درک راحت‌تر خصوصیات آن می‌شود؛ و اما در صورتی که نام ابر دوبخشی باشد از "عبارت (ابتدا)در جدول" برای بخش اول و از "عبارت (انتها)در جدول" برای بخش آخر استفاده می‌شود برای مثال:
- استراتونیمبوس (استراتو + نیمبوس)
- نیمبوکومولوس (نیمبو + کومولوس)

می‌بینید که در کلمه اول «نیمبوس» به کار رفته ولی در کلمه دوم «نیمبو». (توجه داشته باشید برای «آلتو» نیز «آلتوس» وجود دارد اما عمدتاً در ابتدا نوشته می‌شود)
همچنین همان‌طور که متوجه شدید برخی از نمادها شبیه به هم بود مانند کومولوس و سیروس؛ در اینجا برای اینکه این دوتا باهم اشتباه گرفته نشوند ترتیب بخش‌ها تغییر پیدا می‌کند، برای مثال:
- استراتوکومولوس Sc
- سیرواستراتوس Cs[نیازمند منبع]

## تشخیص ابرها
گاهی برخی ابرها بسیار شبیه یکدیگرند. در اینجا برخی ویژگی‌ها مثل ویژگی‌های کلی، رنگ، ارتفاع، شکل، آب و هوایی که در آن عموماً ظاهر می‌شود و تفاوت با ابرهای شبیه ذکر شده تا بهتر ابرها را تشخیص دهید.

### سیروس
شکل: پر مانند
رنگ: سفید
ارتفاع: بالا

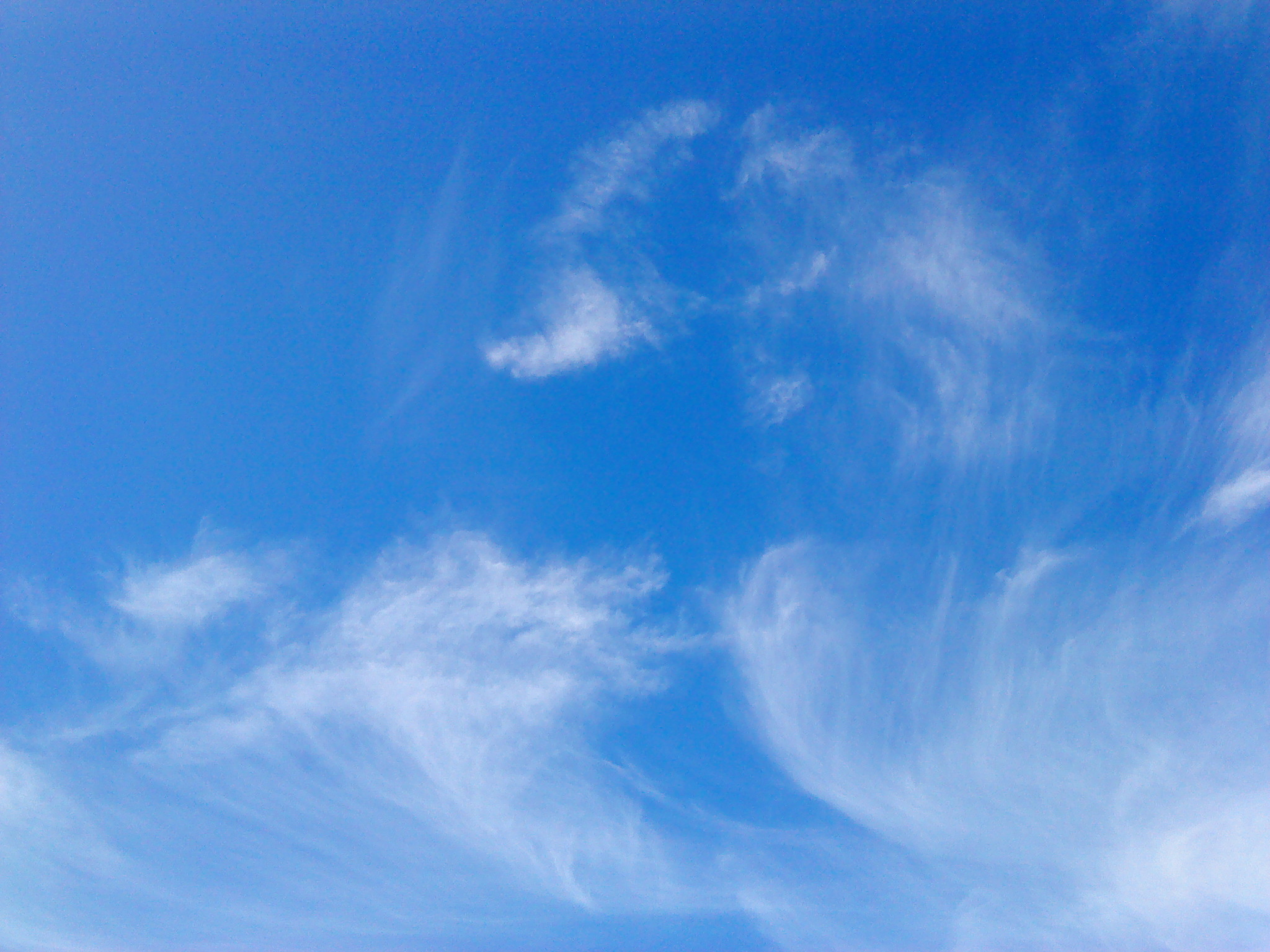
ابر سیروس

ویژگی‌ها: ابرهای پر مانند که در اتمسفر قرار دارند ابرهای سیروس هستند. به‌طور عمده نازک و سفید هستند و در هنگام وجود آن آسمان آبی زیادی قابل مشاهده است. جالب است بدانید این ابرها باعث گرمایش جهانی می‌شوند.
آب و هوا: احتمالاً آفتابی و نشانه نزدیک شدن احتمالی یک جبهه گرم

### سیرواستراتوس
شکل: کمی پرمانند و ضخیم‌تر از سیروس
رنگ: سفید و شفاف
ارتفاع: بالا
ویژگی‌ها: این ابرها کمی شفافند و بخشی از آسمان را می‌پوشانند. علاوه بر خورشید، در شب هنگام، در صورت قرار گرفتن جلوی ماه نور و هاله آن همچنان مشخص می‌ماند.
آب و هوا: گوناگون (احتمالاً آفتابی)
تفاوت با سیروس: ابر سیرواستراتوس بخش قابل توجه یا گاهی همهٔ آسمان را می‌پوشاند و هالهٔ خورشید و ماه پشت آن پیدا است ولی ابر سیروس خیلی آسمان را نمی‌پوشاند. از روی شفافیت این ابر و کمتر شفاف بودن سیروس نیز می‌توان تشخیص داده شود.

### سیروکومولوس
شکل: ردیف‌هایی از ابرهای کوچک
رنگ: سفید خاکستری
ارتفاع: بالا
ویژگی‌ها: این ابرها کمتر پیدا می‌شوند و نادرند؛ به صورت ردیف ردیف چیده شده‌اند.
آب و هوا: اکثراً آفتابی و سرد

### آلتوکومولوس
شکل: در گروه‌های منظم
رنگ: سفید
ارتفاع: میانی
ویژگی‌ها: این ابرها بسیار رایجند و به صورت گروه دیده می‌شوند (شکل پشم). فرق ابن با سیروکومولوس این است که بیشتر تکه‌های سیروکومولوس کوچک‌تر از تکه‌های آلتوکومولوس است.
آب و هوا: گوناگون و پیام آور باران احتمالی
تفاوت با سیروکومولوس: از پاره‌های بزرگ‌تری تشکیل شده و رایج تر است.

### آلتواستراتوس
شکل: مسطح و ضخیم
رنگ: سفید خاکستری
ارتفاع: میانه

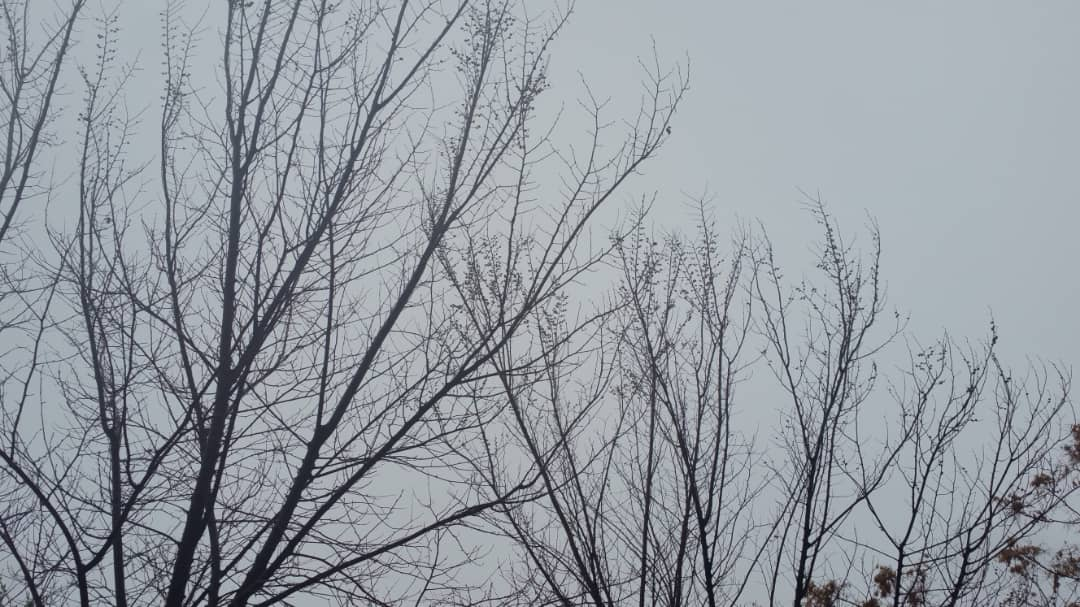
ابر آلتواستراتوس

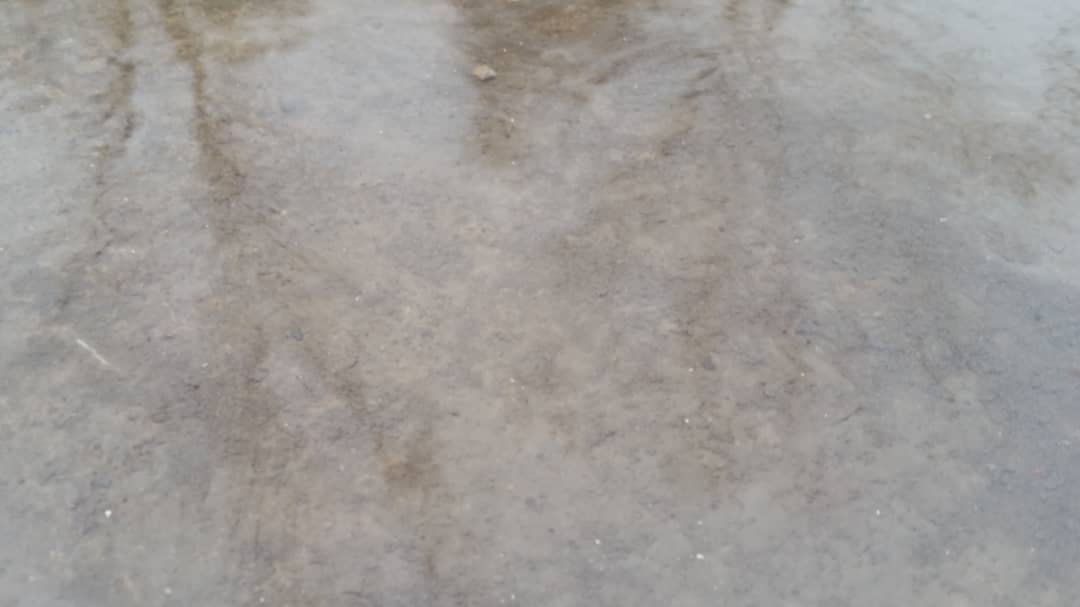
بارانی که توسط ابر آلتواستراتوس باریده شده.

ویژگی‌ها: با حضور این ابر معمولاً آسمان را یک دست می‌پوشاند، اما خورشید از پشت ابر به صورت کم‌نور پیدا است.
آب و هوا: بارش

### کومولوس
شکل: پنبه‌ای شکل
رنگ: از بالا سفید و از پایین کمی تیره‌تر
ارتفاع:پایین
ویژگی‌ها: این ابرها پنبه‌ای شکل هستند و متراکم؛ آنها ظاهری پف کرده دارند.
آب و هوا: آفتابی

### استراتوکومولوس
شکل: فشرده‌تر از کومولوس (شکل پنبه فشرده شده)
رنگ: سفید و از پایین خاکستری
ارتفاع: پایین
ویژگی‌ها: شبیه کومولوس هستند ولی تا حدودی صاف‌تر، ضخیم‌تر و تاریک‌ترند. هنگام ظهور بخش زیادی از آسمان را اشغال می‌کنند.
آب و هوا: گوناگون
تفاوت با کومولوس و آلتوکومولوس: آلتوکومولوس و استراتوکومولوس از جهات بسیاری به هم شبیه هستند ولی اگر دستتان را روی آسمان قرار دهید طوری که پاره‌های ابر استراتوکومولوس هم اندازه دست باشد، متوجه می‌شوید که پاره‌های ابر آلتوکومولوس بیشتر هم اندازه انگشت است. همچنین تفاوت ابر استراتوکومولوس با کومولوس این است که کومولوس پف‌کرده‌تر وپنبه‌ای‌تر است برخلاف استراتوکومولوس که کمی فشرده‌تر است.

### استراتوس
شکل: لایه‌ای و صاف
رنگ: خاکستری
ارتفاع: پایین
ویژگی‌ها: این ابر تاحد زیادی پائین آمده و تقریباً شبیه مه می‌شوند. کمتر پیش‌می‌آید که کل آسمان را نپوشاند.
آب‌وهوا: بارانی و مه به احتمال زیاد

### نیمبواستراتوس
شکل: ضخیم لایه‌ای
رنگ: خاکستری تیره
ارتفاع: پایین (و میانه)
ویژگی‌ها: این ابرها بسیار ضخیم‌اند؛ به طوری که در روز می‌توانند هوا را تاریک کنند و بارش بسیاری به همراه داشته باشند همراه با صاعقه.
آب و هوا: بارش (شدید) و مداوم، شانس توفان و صاعقه و رعد و برق
تفاوت با استراتوس و آلتواستراتوس: شاید بتوان گفت که دو ابر استراتوس و آلتواستراتوس شبیه‌ترین ابرها هستند. یکی از تنها راه‌های بهینه مشاهده بدون دستگاه توجه به ارتفاع آنهاست؛ استراتوس بسیار پایین و کمی بالاتر از مه است اما آلتواستراتوس بالاتر است و شانس بارندگی‌اش نسبت به استراتوس کمتر است. ابرهای نیمبواستراتوس هم بسیار تیره‌تر و ضخیم‌ترند.

### کومولونیمبوس
شکل: بسیار ضخیم، برجسته و برج مانند
رنگ: از پایین تیره
ارتفاع: حضور در هر سه ارتفاع
ویژگی‌ها: این ابرها بسیار بزرگ هستند و شکلی همانند برج به خود می‌گیرند. این ابر بسیار متراکم است و می‌تواند باعث آب و هوای خشنی شود مانند طوفان یا باران شدید.
آب و هوا: بارش شدید و مداوم، طوفان شدید، شانس گردباد، فلاش‌تاجen، صاعقه و برخی آب‌وهواهای شدید دیگر.

## نگارخانه

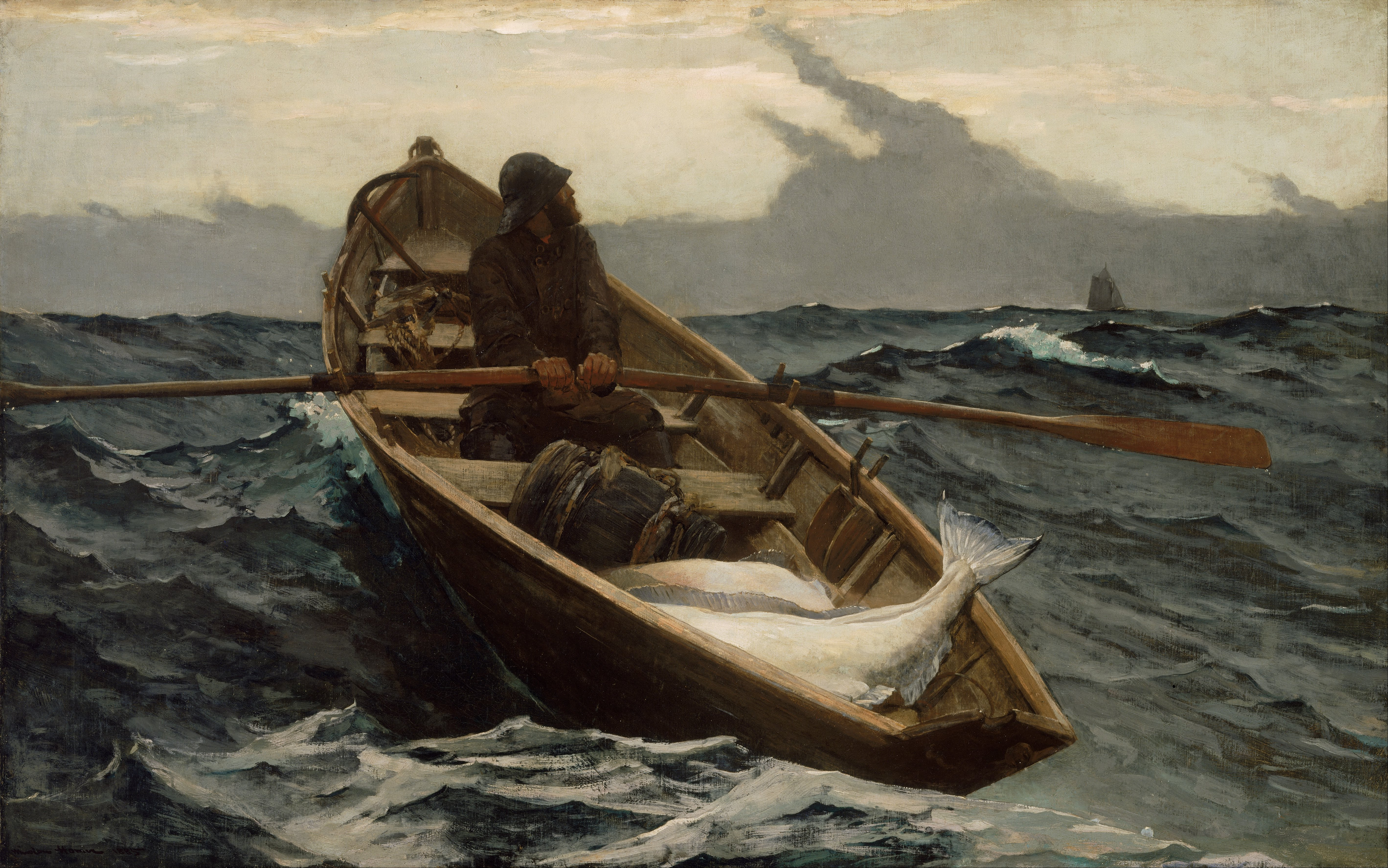
اخطار ابرها اثر وینسلو هومر